# Alexandrella dentata
Alexandrella dentata är en kräftdjursart som beskrevs av Édouard Chevreux 1912. Alexandrella dentata ingår i släktet Alexandrella och familjen Stilipedidae. Inga underarter finns listade i Catalogue of Life.